# Jorge Muzalon
Jorge Muzalon (em grego: Γεώργιος Μουζάλων; romaniz.: Geōrgios Mouzalōn; c. 1220 - 25 de agosto de 1258) foi um alto oficial do Império de Niceia sob Teodoro II Láscaris (r. 1254–1258). De origem humilde, tornou-se companheiro de Teodoro na infância e foi elevado a um alto ofício quando o último assumiu o poder. Isto causou grande ressentimento na aristocracia, que tinha o monopólio dos altos cargos e se ressentia das políticas do imperador. Em 1258 foi apontado, junto com o patriarca Arsênio Autoriano, como regente do filho de Teodoro, João IV Láscaris (r. 1258–1261). Ele foi assassinado por soldados apenas poucos dias depois da morte do imperador, como o resultado de uma conspiração liderada pelos nobres sob o futuro imperador Miguel VIII Paleólogo (r. 1259–1282).

## Biografia

### Início da vida e serviço sob Teodoro II

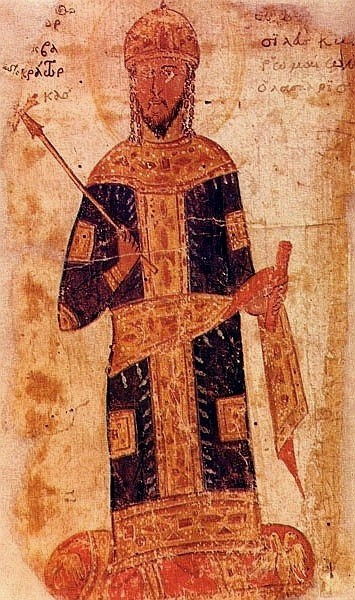
Miniatura do imperador Teodoro II Láscaris

A família Muzalon é primeiro atestada no século XI, mas produziu poucos membros notáveis até meados do século XIII, com exceção de Nicolau IV Muzalon, patriarca de Constantinopla, em 1147-1151. Jorge Muzalon nasceu em Adramício, na costa anatólica, em cerca de 1220. Embora sua família fizesse parte da plebe, ele e seus irmãos se tornaram amigos de infância de Teodoro II, tendo sido mais tarde elevados a pedópulos (em grego: παιδόπουλοι; romaniz.: paidopouloi; "pajem"). Supõe-se que também tenham sido educados com Teodoro, compartilhando as aulas do estudioso Nicéforo Blemides. Também houve pelo menos duas irmãs, uma das quais foi mais tarde casada com um membro da família Hagioteodorita.
Quando Teodoro tornou-se imperador, em novembro de 1254, indicou os Muzalon para os ofícios mais altos do Estado: Jorge foi feito grande doméstico (comandante-em-chefe do exército), enquanto dois dos seus irmãos, Andrônico e Teodoro, foram feitos protovestiário (grande camareiro) e protocínego (protokynegos; caçador chefe) respectivamente. De acordo com crônicas contemporâneas, o imperador amava Jorge "acima de todos os outros"; em algumas cartas ele chama-o "filho" e "irmão". Durante o reinado de Teodoro, Jorge foi o ministro sênior do imperador e seu assessor de maior confiança. Pouco se sabe acerca de seu envolvimento no governo do Estado, com exceção de sua participação no conselho convocado para discutir a reação adequada à invasão dos búlgaros às possessões nicenas na Macedônia após a morte do imperador João III Ducas Vatatzes (r. 1221–1254). Jorge Muzalon apoiou a opinião da maioria de que Teodoro deveria fazer campanha contra os invasores. Durante a ausência de Teodoro enquanto em campanha em 1255, Jorge foi deixado como regente do Estado.
Após seu retorno, Teodoro elevou Jorge ainda mais, nomeando-o protosebasto e instituindo o novo título de grande estratopedarca para ele; Andrônico Muzalon sucedeu Jorge como grande doméstico. Foi uma honra extremamente elevada: o título combinado "protosebasto e protovestiário" foi normalmente conferido apenas para parentes próximos do imperador, enquanto os ofícios de protovestiário e grande doméstico sempre tinham sido preservação de famílias aristocráticas.
A elevação dos Muzalon não era apenas um sinal de afeição pessoal ou favor, mas também alinhava-se com as políticas de Teodoro, que visava conter a influência e independência da poderosa nobreza. A nomeação dos "homens novos" para estes altos cargos, e o tratamento muitas vezes duro e arbitrário de Teodoro com os nobres, despertou a ira da aristocracia tradicional, e especialmente o capaz e ambicioso Miguel Paleólogo. A hostilidade dos aristocratas foi intensificada quando o imperador deu para seus favoritos noivas nobres: Jorge Muzalon casou-se com Teodora Cantacuzena, uma sobrinha de Miguel Paleólogo, e Andrônico casou-se com uma filha do ex-protovestiário Aleixo Raul. Após a morte de Muzalon, Teodora casou-se em 1261 com o protovestiário João Raul Petralifa. Uma adversária ferrenha das políticas religiosas unionistas de seu tio, foi exilada e tornou-se freira. Após a morte de Miguel, restaurou o mosteiro de Santo André em Crisei, para onde transferiu as relíquias do patriarca Arsênio Autoriano, e foi uma proeminente membro dos círculos literários da capital.

### Nomeação como regente e assassinato

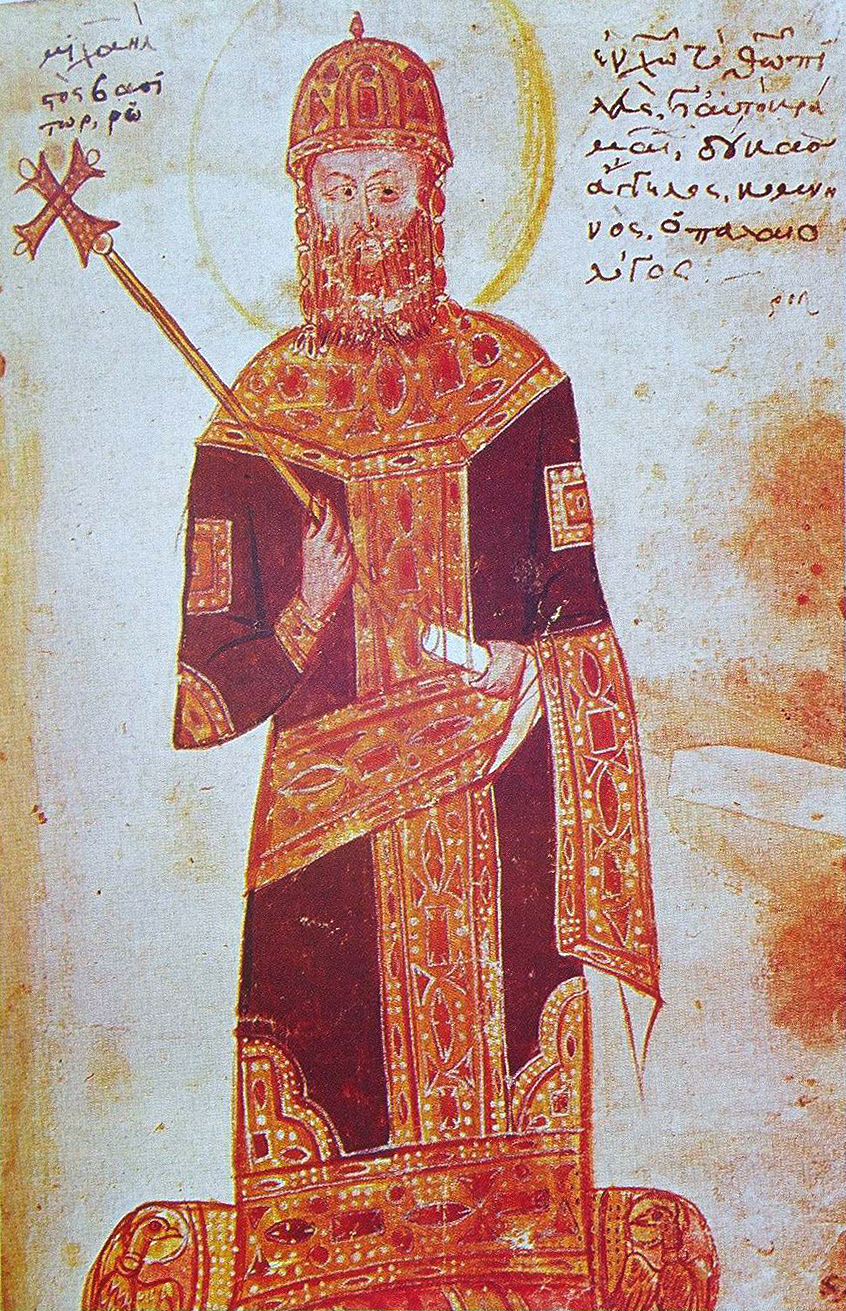
Miniatura de

Pouco antes de Teodoro II morrer em 16 de agosto de 1258, ele deixou Jorge Muzalon, juntamente com o patriarca Arsênio, como regente e guardião de seu filho de 8 anos, João IV. Esta nomeação enfureceu ainda mais a aristocracia, e a posição de Muzalon tornou-se extremamente precária. Muzalon também era impopular com o clero porque foi associado com o tratamento arrogante de Teodoro com a Igreja, e com as pessoas, que temiam que iria tentar usurpar o trono. O mais importante, no entanto, foi ter enfrentado hostilidade do exército, em particular dos mercenários latinos, a quem aparentemente havia sido negado os salários habituais e os donativos. Além disso, eles provavelmente se ressentiam da intenção de Teodoro de criar um exército "nacional" composto unicamente de gregos bizantinos, e Muzalon é registrado por Jorge Paquimeres como tendo tomado medidas para tal. Paleólogo, que como grande conostaulo manteve o comando sobre os latinos, estava em uma boa posição para explorar essas queixas.
Para prevenir qualquer ação contra disposições de seu testamento para a sucessão de seu filho e regente, Teodoro em seu leito de morte exigiu um juramento a ser tomado pelo senado, exército, as pessoas e o clero, tanto os presentes na corte como os ausentes em outras partes do Estado. Imediatamente após sua morte, Jorge Muzalon, consciente de sua vulnerabilidade e sua total falta de apoio, chamou em assembleia os principais nobres, oficiais, líderes e comandantes militares. Ele se ofereceu para renunciar seu cargo em favor de qualquer pessoa que a assembleia escolhesse, mas os dignitários, liderados por Miguel Paleólogo, o dissuadiram e encorajaram a ficar e até aceitar um juramento de lealdade a ele, bem como para com o jovem imperador. Foi uma farsa, com uma conspiração arquitetada pelas principais famílias bizantinas a caminho de depô-lo, na qual Paleólogo aparentemente desempenhou papel de liderança, mas em segredo.
Apenas alguns dias após a morte de Teodoro II (as fontes discordam sobre a data exata, embora 25 de agosto seja a data amplamente aceita), um serviço memorial foi realizado no mosteiro de Sosandra em Magnésia, fundado por João III Ducas Vatatzes (r. 1221–1254) e serviu como lugar de enterro para Teodoro. Toda a corte assistiu, enquanto o exército estava acampado na planície abaixo do mosteiro. Logo que Jorge Muzalon, seus irmãos e sua comitiva chegaram, o serviço começou. Fora da igreja, no entanto, os soldados estavam reunidos, muitos deles mercenários latinos, e eles começaram a clamar e exigir ver o jovem imperador. João IV saiu e levantou a mão para acalmá-los, no entanto, os soldados alegadamente confundiram isso como um sinal. Juntos com uma grande multidão, invadiram a igreja como o objetivo de matar os irmãos Muzalon. Eles foram avisados do que estava acontecendo, mas Jorge apenas enviou seu secretário Teofilacto para investigar. Este, no entanto, foi confundido com Muzalon e morto. Ao perceberem o erro (o secretário estava usando sapatos pretos, enquanto o protovestiário usava verde) os revoltosos entraram na igreja, com os soldados com espadas na mão.

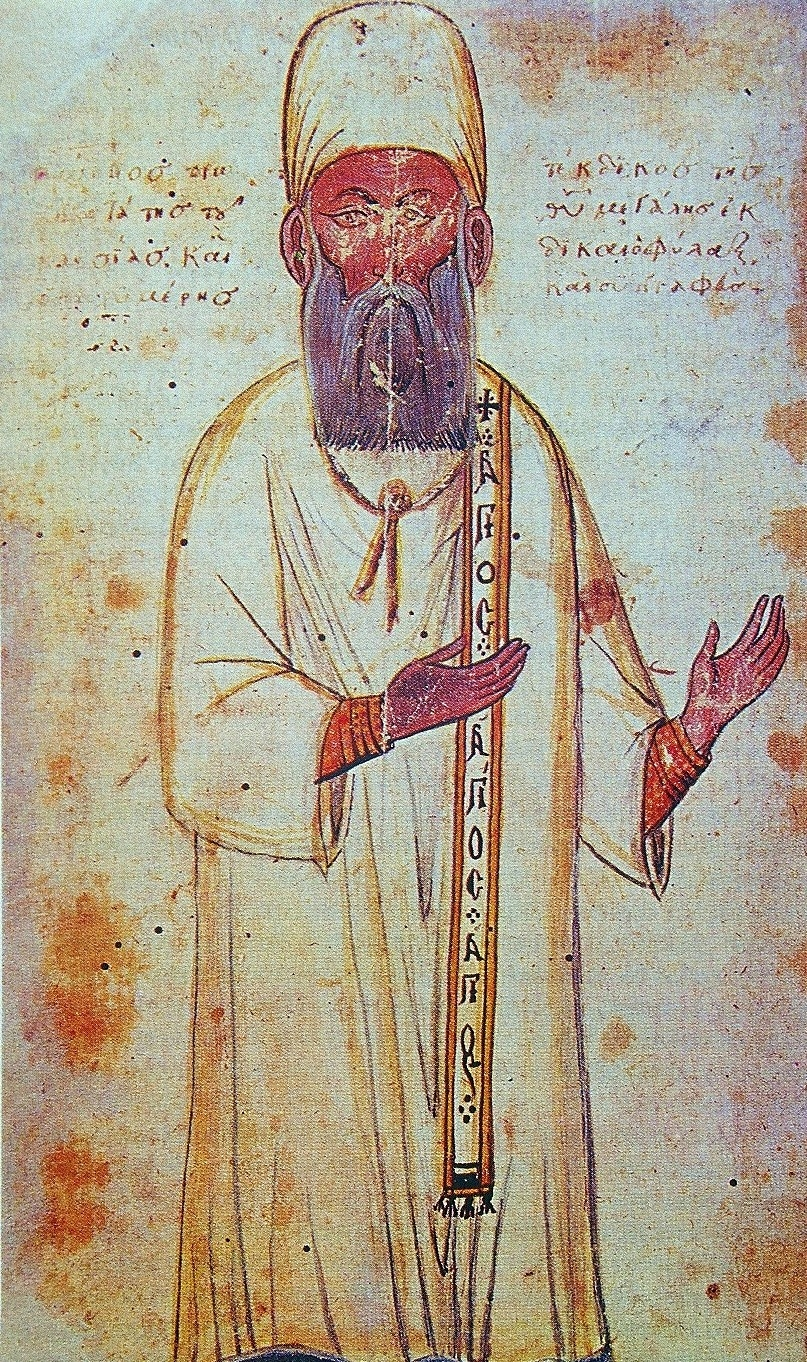
Miniatura do historiador Jorge Paquimeres

Com as pessoas espalhadas dentro da igreja, os irmãos Muzalon tentaram se esconder: Jorge escondeu-se debaixo do altar, Andrônico atrás de uma porta, e Teodoro em um canto da tumba do imperador. A multidão, no entanto, começou a procurar por eles, e Jorge foi descoberto por um soldado latino chamado Carulo (Karoulos; "Carlos"). Muzalon foi arrastado e, apesar de implorar por sua vida, foi executado. Tão grande era o frenesi dos envolvidos que o seu cadáver foi repetidamente esfaqueado e cortado em pedaços, de modo que as partes tiveram que ser reunidas em um saco para o enterro posterior. Andrônico e um cunhado de nome desconhecido também foram mortos, enquanto o destino de Teodoro é incerto: alguns estudiosos acreditam que ele sobreviveu e pode ser identificado como Teodoro Muzalon, um ministro-chefe do reinado de Miguel VIII e Andrônico II (r. 1282–1328). As casas dos Muzalon foram saqueadas, e quando Teodora Cantacuzena, esposa de Jorge, fugiu para onde estava seu tio e implorou pela vida de seu marido, foi brusco e disse para que ficasse quieta ou iria compartilhar de sua sorte. A responsabilidade dos paleólogos em todo o caso é ainda apoiada pelo fato de que nenhum dos assassinos dos Muzalon nunca foram perseguidos. Na verdade, o mercenário Carlos aparece mais tarde como confidente de Miguel.
A morte dos Muzalon foi seguida por um expurgo de outros proeminentes "homens novos" de Teodoro II, o protoestrator João Ângelo e o protovestiarita Carianita: Ângelo fugiu para o exílio e mais tarde cometeu suicídio, enquanto Carianita foi preso. Entre os protegidos de Teodoro II, apenas Jorge Acropolita sobreviveu, aparentemente porque na época era um prisioneiro no Epiro; eventualmente alcançou um alto cargo sob Miguel Paleólogo. Miguel Paleólogo ao mesmo tempo consolidou sua posição, sendo nomeado regente com a patente de mega-duque. Logo, porém, recebeu o título de déspota e, no início de 1259, foi coroado imperador. Aparentemente ainda guardião e coimperador de João IV, após a recaptura de Constantinopla em 1261, afastou e prendeu João, sendo coroado imperador único na basílica de Santa Sofia e fundando da dinastia Paleólogo, a última dinastia do Império Bizantino.

## Tratamento por historiadores
Das fontes contemporâneas, a história de Acropolita é a mais negativa para os irmãos Muzalon, a quem ele chama de "abomináveis homens pequenos, espécimes inúteis da humanidade" e "falso da língua, ágil de pé, inigualável em bater no chão em dança". Apesar de outra forma confiável, o registro de Acropolita é questão de suspeita: por um lado, evidentemente tentou dissociar a si mesmo dos "homens novos" de Teodoro II, a quem também pertencia originalmente, enquanto por outro lado é geralmente fortemente inclinado a favor de Miguel Paleólogo, a quem tenta isentar a culpa do assassinato.
Outros historiadores da época pintaram um quadro mais favorável. O registro do quase-contemporâneo Teodoro Escutariota, que por outro lado geralmente segue Acropolita de perto, nomeadamente não repetiu os comentários negativos do último, e ainda registra que foram os nobres reunidos que persuadiram os Muzalon a ficar na igreja durante o motim no dia do assassinato. Jorge Paquimeres também, cujo tratamento do reinado de Teodoro Láscaris e dos demais imperadores da dinastia Láscaris em geral é muito mais favorável que aqueles de Acropolita, considera que os Muzalon tinham sido promovidos por mérito, condenando seu assassinato, e nomeia Miguel como diretamente responsável. O historiador mais tardio Nicéforo Gregoras igualmente evita comentários negativos, como fazem a maioria dos historiadores modernos.